# John H. DeWitt Jr.

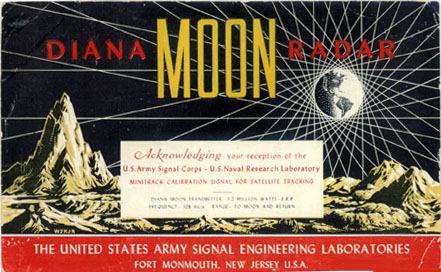
Diana Moon

John Hibbett DeWitt Jr. (Nashville, 20 de fevereiro de 1906, 25 de janeiro de 1999) foi um físico-astrônomo estadunidense pioneiro na astronomia de radar e na fotometria.
DeWitt tornou-se notório por ter sido o responsável pelo Projeto Diana, realizado em 1946.

## Prêmios e honrarias
- 1946: Legion of Merit[3]
- 1964: Radio Engineering Achievement Award, National Association of Broadcasters[4]
- 1974: Vanderbilt Academy of Distinguished Alumni[5]
- 1995: Broadcasting & Cable Hall of Fame inducte[6]